# Bussy-Lettrée
Bussy-Lettrée è un comune francese di 329 abitanti situato nel dipartimento della Marna nella regione del Grand Est.

## Società

### Evoluzione demografica
Abitanti censiti